# Acupalpus parvulus
Acupalpus parvulus es una especie de escarabajo del género Acupalpus, familia Carabidae. Fue descrita científicamente por Jacop Sturm en 1825.
Esta especie habita en Irlanda, Gran Bretaña, Dinamarca, Noruega, Suecia, Finlandia, Francia, Bélgica, Países Bajos, Alemania, Suiza, Austria, Chequia, Eslovaquia, Hungría, Polonia, Estonia, Letonia, Lituania, Bielorrusia, Ucrania, Portugal, España, Italia, Eslovenia, Croacia, Bosnia y Herzegovina, Yugoslavia, Macedonia del norte, Grecia, Bulgaria, Rumania, Moldavia, Irán, Georgia, Armenia, Azerbaiyán, Kazajistán, Uzbekistán, Turkmenistán, Kirguistán, Tayikistán, Afganistán, China, Pakistán y Rusia.